# 吉永達哉
吉永 達哉（よしなが たつや、1967年 - ）はフリー司会者 (MC)、ローカルタレント。

## 略歴
山口県山口市生まれ。山口高校、神戸学院大学を経て、1990年に近畿日本ツーリストに入社し、ツアーコンダクターなどを務める。2001年に近畿日本ツーリストを退社し、個人事務所「スクエア」を設立して司会業として独立。山口を拠点にイベントやローカル番組の進行役などを務める。2006年の山口ケーブルビジョン「ヤスベエの "幸せます!"」で番組ディレクターと編集業務に従事するなど、番組制作も担当するようにもなる。
2008年に中国リーグ所属（当時）のサッカークラブ・レノファ山口FC監督を務めていた宮成隆から「スタジアムを盛り上げて欲しい」とのオファーを得てスタジアムMCとしての活動を始め、以後レノファのホームゲームでのスタジアムMCを務めている。平行してスタジアム外でもレノファ山口FCを応援する活動を続けており、2012年4月から山口ケーブルビジョンほか山口県内のケーブルテレビ局で放送され、2017年からテレビ山口に放送局を移して放送されているレノファ山口FC応援番組「RENOFA SQUARE」では出演から撮影、編集までを一人でこなしており、レノファのアウェイ戦にもすべて取材スタッフとして足を運んでいる。
2023年シーズン終了をもって16年間務めたレノファ山口FCのスタジアムMCを退任。

## 制作番組
いずれも「SQUARE」名義。
- RENOFA SQUARE（テレビ山口）
- やまぐちATHLETE file（山口ケーブルビジョン）

## 過去の出演
- やまぐちぱち道（テレビ山口）